# Mercado central de Riga
El Mercado central de Riga (en letón: Rīgas Centrāltirgus), es un conjunto de edificios localizado en Riga. Se trata, según varias fuentes, del mercado cubierto y bazar más grande de Europa. Se trata de una de las estructuras más notables de siglo XX en Letonia, siendo incluida en la lista de Patrimonio de la Humanidad por la UNESCO junto con casco viejo de Riga en 1998. Fue planeado en 1922 y construido entre 1924 y 1930. Las principales estructuras del mercado son cinco pabellones reutilizados de viejos hangares de Zepelín alemanes a los que se les añadió decoración neoclasicista y art déco. El mercado tiene 72 300 m² de superficie y cuenta con más de 3000 stands comerciales. La sociedad anónima Rīgas Centraltirgus es actualmente la propietaria en nombre de la municipalidad de Riga y el presidente de la Junta desde 2010 es Anatolijs Abramovs.
En la actualidad, debido a la expansión de los supermercados, el mercado está mostrando tendencias similares y es visto como un lugar de compras barato en Riga, sin embargo el Ayuntamiento de Riga ha expresado la prioridad de preservar la misión del mercado y el valor cultural del mismo. El objetivo principal del Consejo de Administración de la sociedad es el aumento del flujo de clientes en todo el mercado.